# ياسين شاذلي
ياسين شاذلي (بالفرنسية: Yassin Chadili)‏ هو لاعب كرة قدم فرنسي في مركز الوسط، ولد في 10 أغسطس 1988 في دونكيرك في فرنسا. لعب مع نادي بولون.

## وصلات خارجية
- ياسين شاذلي على موقع رابطة كرة القدم الفرنسية للمحترفين (الإنجليزية)
- ياسين شاذلي على موقع قاعدة بيانات كرة القدم.إي يو (الإنجليزية)
- ياسين شاذلي على موقع Soccerway.com (الإنجليزية)